# Aralia nudicaulis
Aralia nudicaulis là một loài thực vật có hoa trong Họ Cuồng. Loài này được L. mô tả khoa học đầu tiên năm 1753.